# Fosse no 5 - 5 bis des mines de Nœux
La fosse no 5 - 5 bis dite Louis Wallerand ou fosse de Barlin de la Compagnie des mines de Nœux est un ancien charbonnage du Bassin minier du Nord-Pas-de-Calais, situé à Barlin. Les deux puits sont commencés en même temps en décembre 1873, près des limites avec Hersin-Coupigny, et la fosse entre rapidement en exploitation en 1875, après un fonçage sans problèmes. De vastes cités sont bâties aux abords de la fosse, et le terril no 39 est édifié au sud de la fosse. En 1939, il s'avère que l'étendue du gisement est limitée par le calcaire carbonifère.
La Compagnie des mines de Nœux est nationalisée en 1946, et intègre le Groupe de Béthune. La fosse ferme en 1951, et ses puits sont remblayés l'année suivante. La machine d'extraction du puits no 5 bis est démontée et réinstallée au puits no 8 de la fosse no 8 - 8 bis. Le terril, haut de 56 mètres, est en très grande partie exploité.
Au début du XXIe siècle, Charbonnages de France matérialise les têtes des puits nos 5 et 5 bis. Quelques habitations sont détruites, mais l'essentiel est rénové, le terril est un espace vert. Il subsiste de la fosse le château d'eau, un atelier, et la salle des machines d'extraction.

## La fosse

### Fonçage
Les puits de la fosse no 5 - 5 bis sont commencés en décembre 1873 à Barlin, à 2 004 mètres au nord-ouest de la fosse no 4 - 4 bis, près de la ligne de Bully - Grenay à Brias. La fosse est située près des limites avec Hersin-Coupigny, à 900 mètres du clocher de Barlin, et à cent mètres au sud du chemin d'Hersin à Barlin.
Les puits sont entrepris à l'altitude de 75,97 mètres,. Le niveau est passé sans difficultés au moyen de tonneaux pour les deux puits. La venue d'eau maximale a été de 50 m3 par jour. Le puits no 5, d'un diamètre de quatre mètres, est cuvelé en chêne de 18 à 91,97 mètres de profondeur. Le puits no 5 bis, de même diamètre, est situé à quarante mètres à l'ouest-nord-ouest du puits no 5. Il est cuvelé en chêne de 19 à 94,46 mètres de profondeur. Le terrain houiller est atteint à la profondeur de 140,74 mètres.

### Exploitation
La fosse commence à extraire en 1875. La houille extraite y est grasse et à courte flamme comme à la fosse no 1. Dans les années 1890, les accrochages de la fosse sont situés aux profondeurs de 177, 149, 298 et 342 mètres, le puits no 5 est profond de 352 mètres, le puits no 5 bis de 295 mètres. En 1939, les ingénieurs s'aperçoivent que l'étendue du gisement est limitée par la présence du calcaire carbonifère.
La Compagnie des mines de Nœux est nationalisée en 1946, et intègre le Groupe de Béthune. Des veines sont encore exploités à l'étage de production de 655 mètres jusqu'en 1951, date à laquelle la fosse ferme. Les puits nos 5 et 5 bis, respectivement profonds de 678 et 592 mètres, sont remblayés en 1952. La machine d'extraction du puits no 5 bis est démontée et réinstallée au puits no 8 de la fosse no 8 - 8 bis à Verquin.

### Reconversion
Au début du XXIe siècle, Charbonnages de France matérialise les têtes des puits nos 5 et 5 bis, et équipe le puits no 5 bis d'un exutoire de grisou. Le BRGM y effectue des inspections chaque année. Il subsiste le château d'eau, un atelier, et la salle des machines d'extraction.

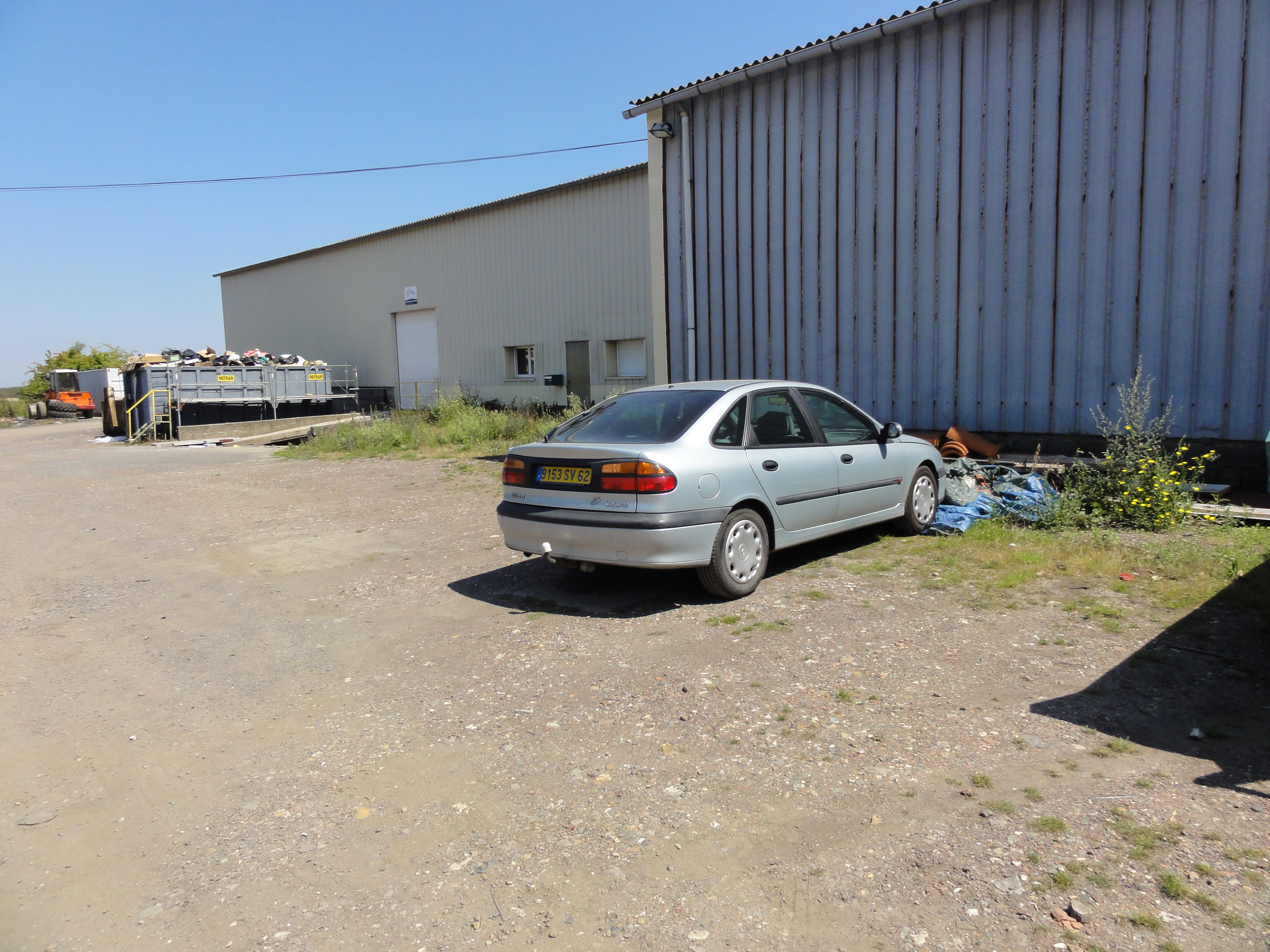
Le puits no 5 dans son environnement.
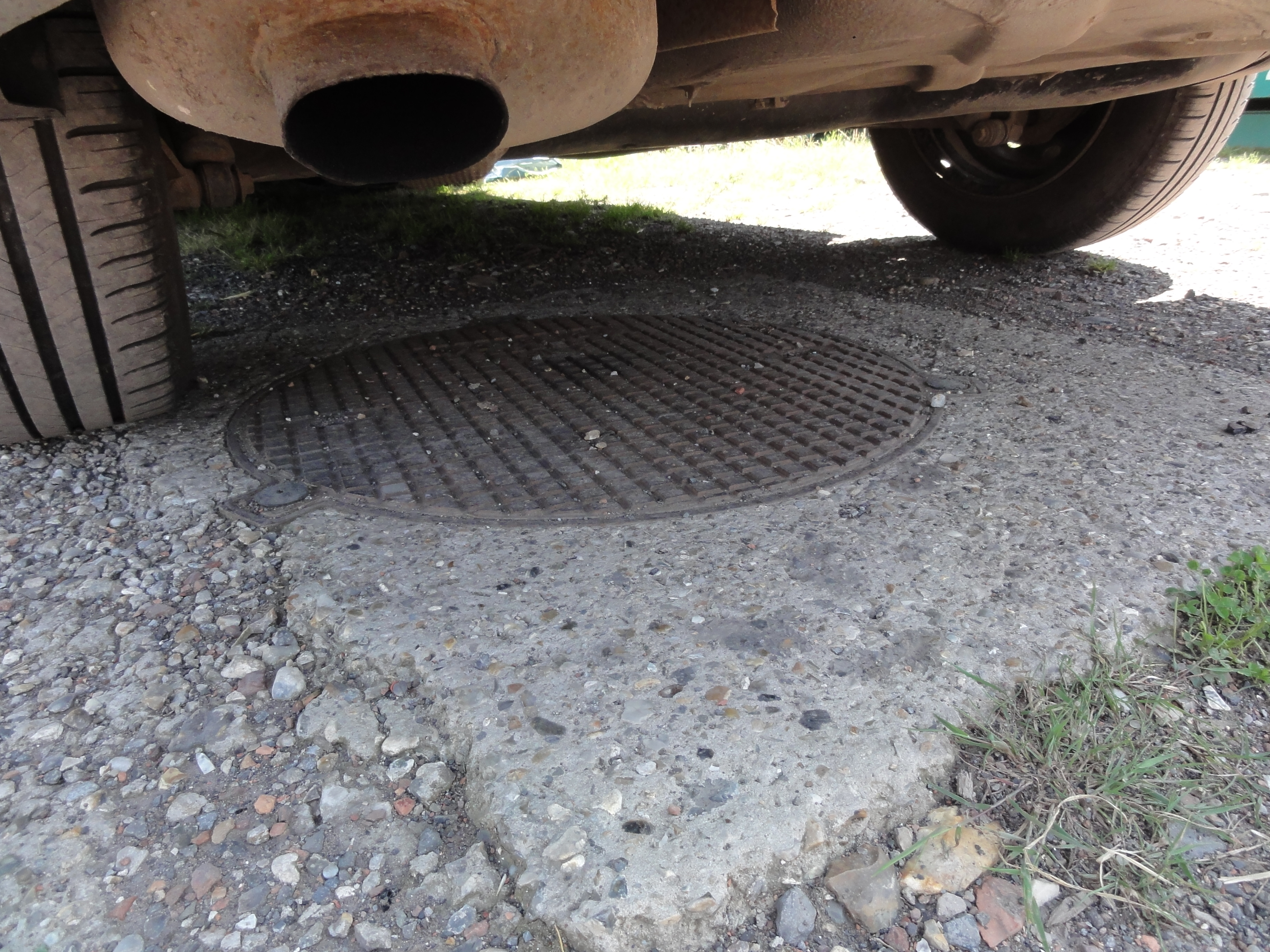
La tête de puits matérialisée no 5.
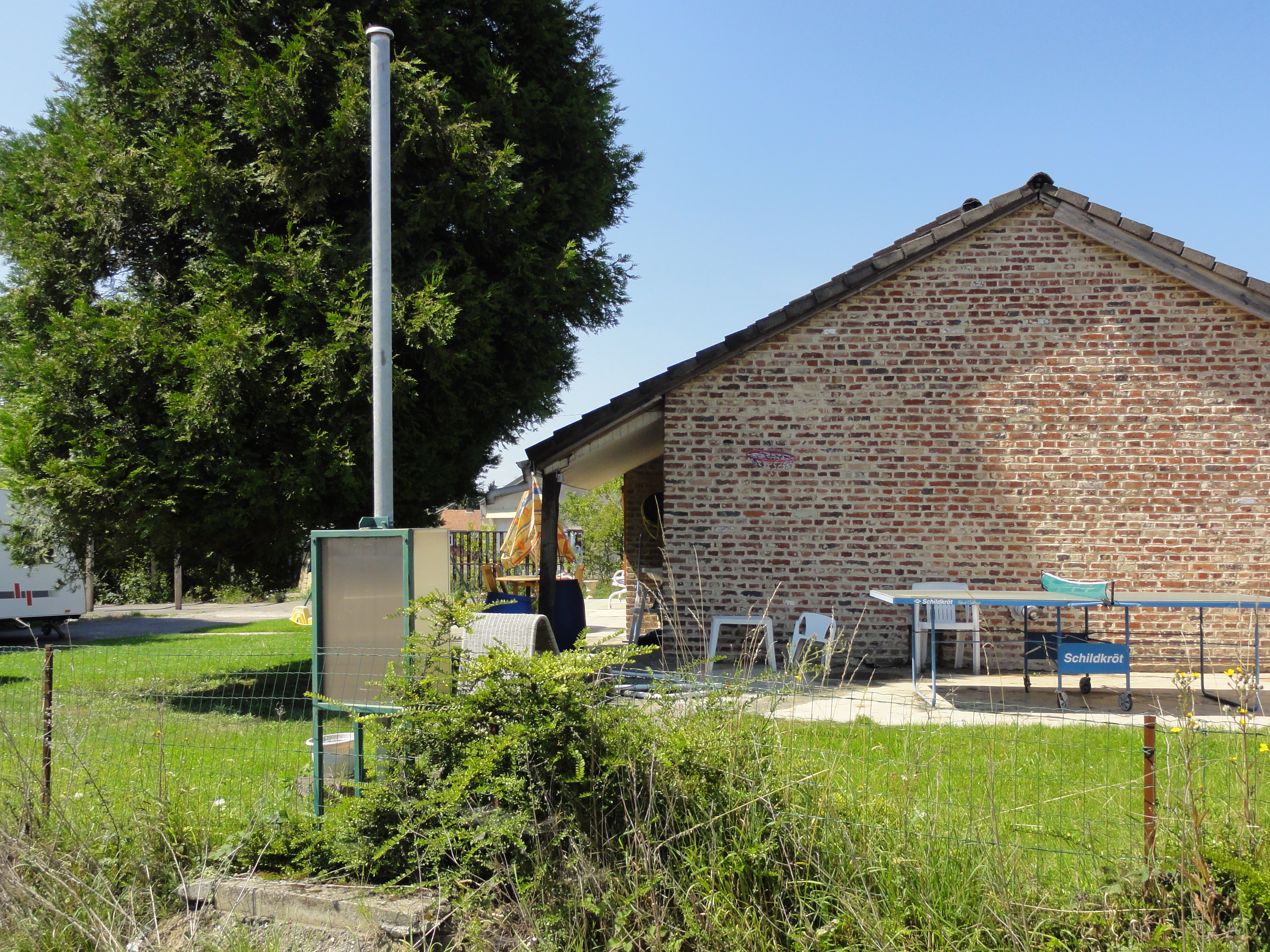
Le puits no 5 bis dans son environnement, avec son exutoire de grisou.
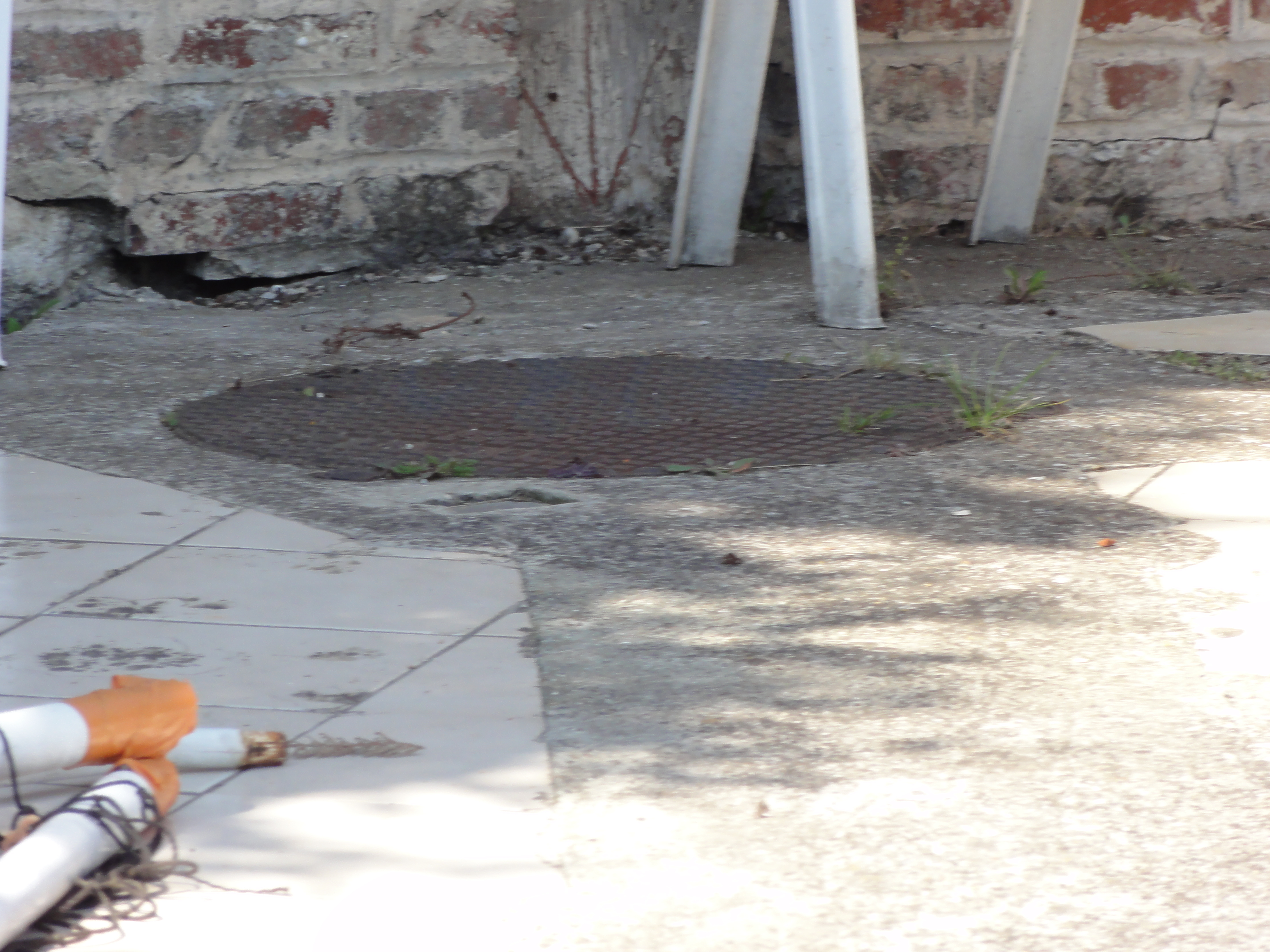
La tête de puits matérialisée no 5 bis.
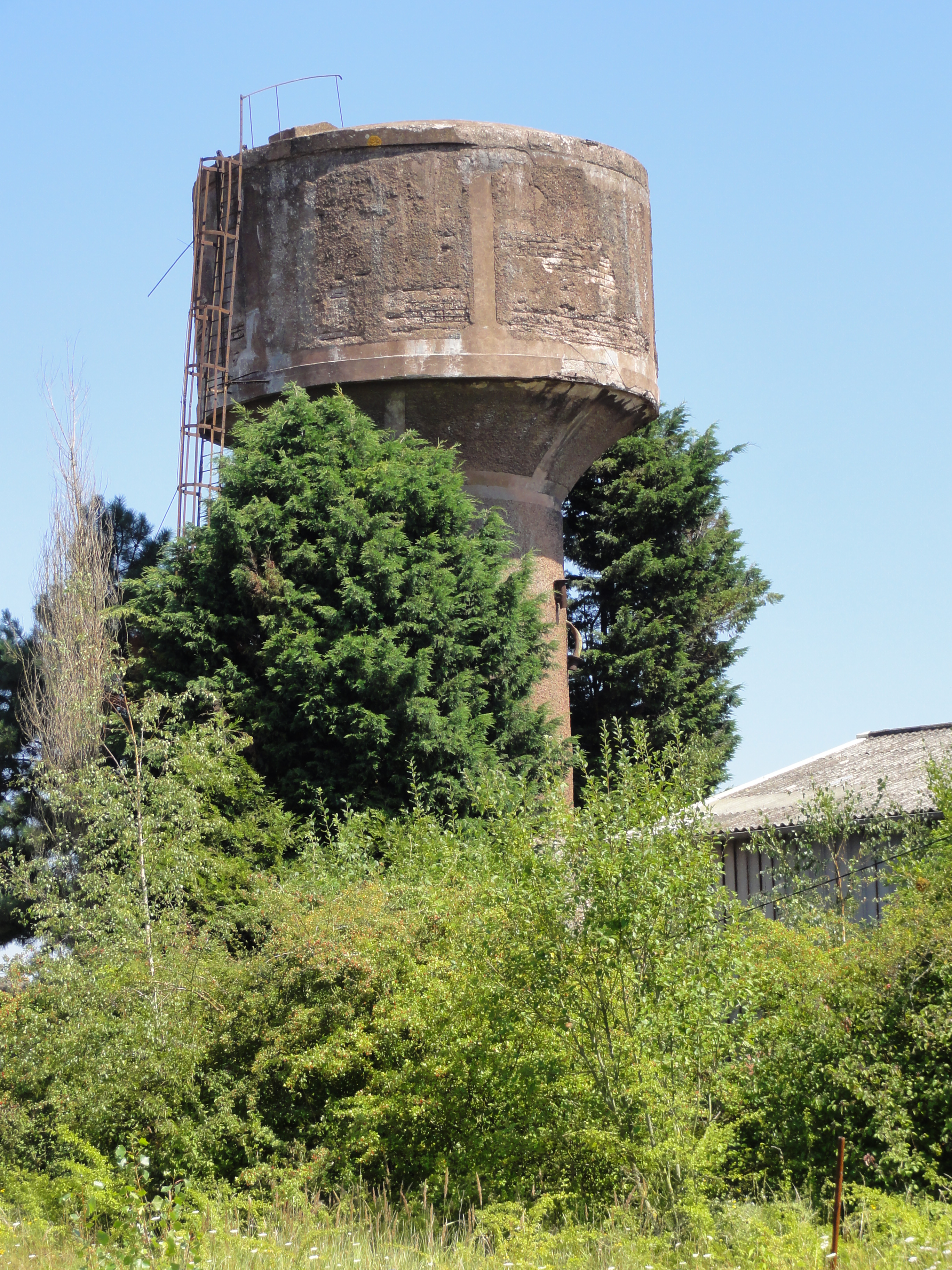
Le château d'eau.
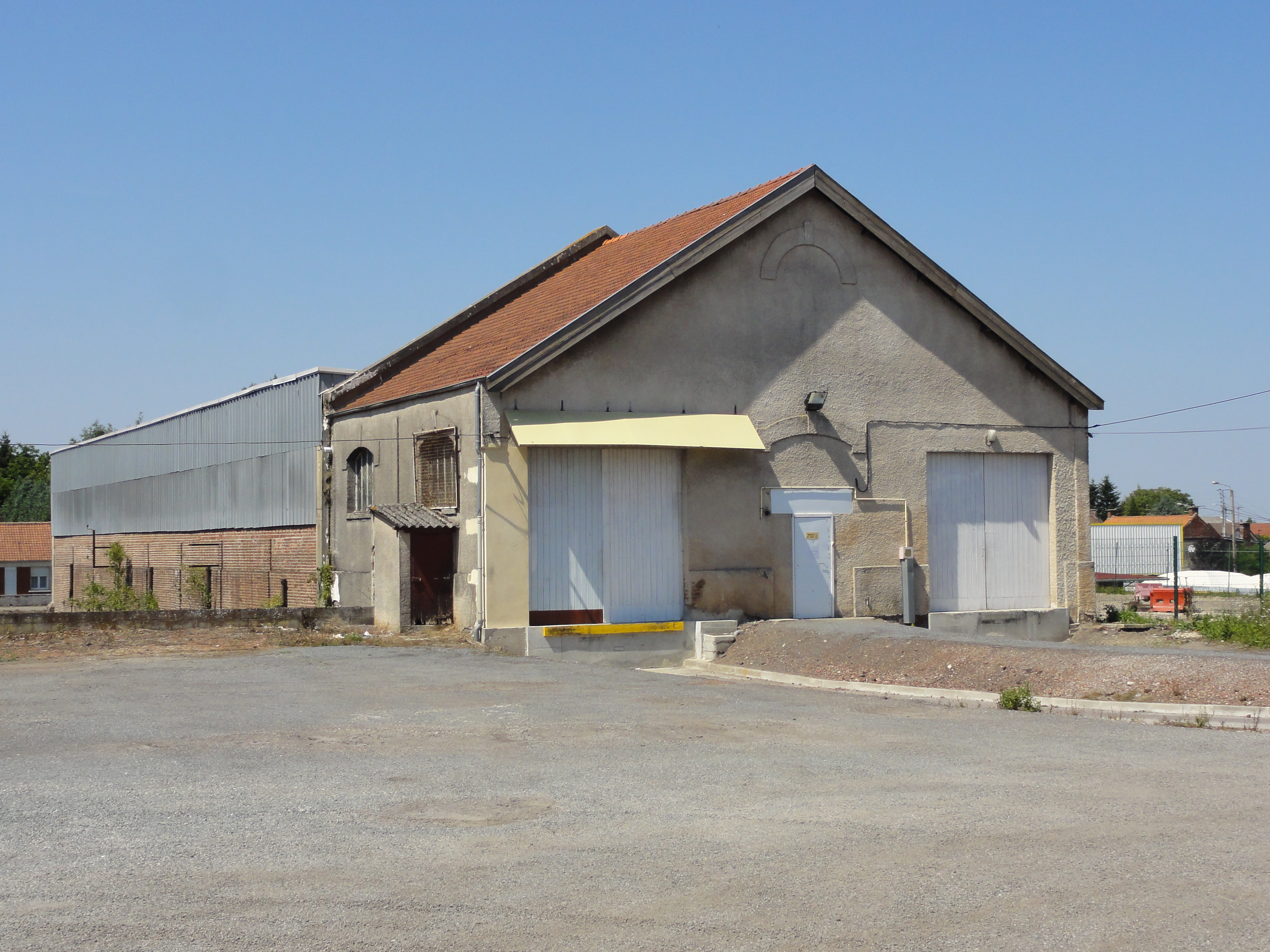
Des ateliers.

## Le terril
50° 27′ 08″ N, 2° 37′ 47″ E

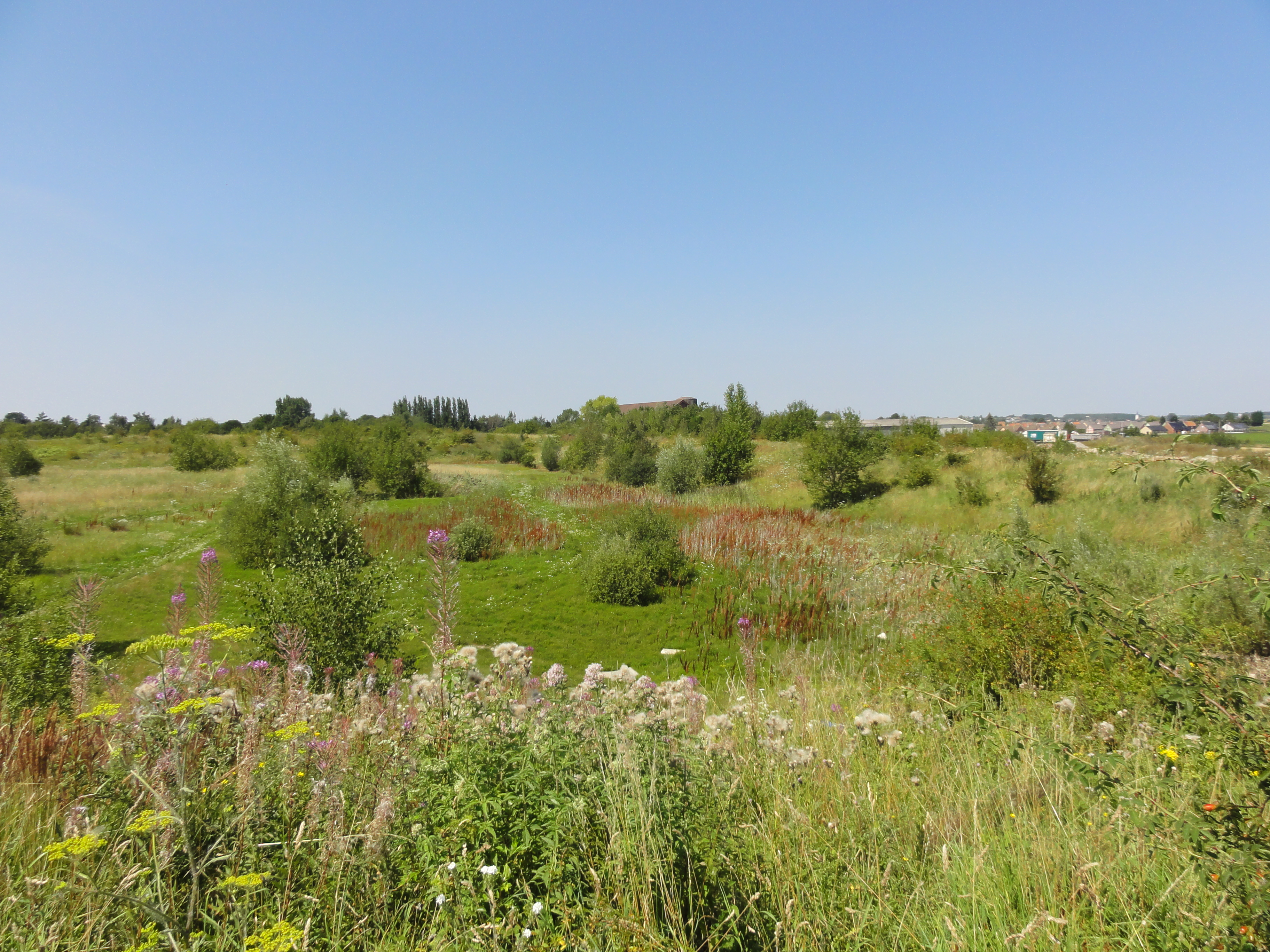
Le terril 5 de Nœux.

Le terril no 39, 5 de Nœux, situé à Barlin, a été alimenté par la fosse no 5 - 5 bis des mines de Nœux. Le terril conique a été exploité, il culminait auparavant à 56 mètres,.

## Les cités
De vastes cités ont été bâties à proximité de la fosse no 5 - 5 bis.

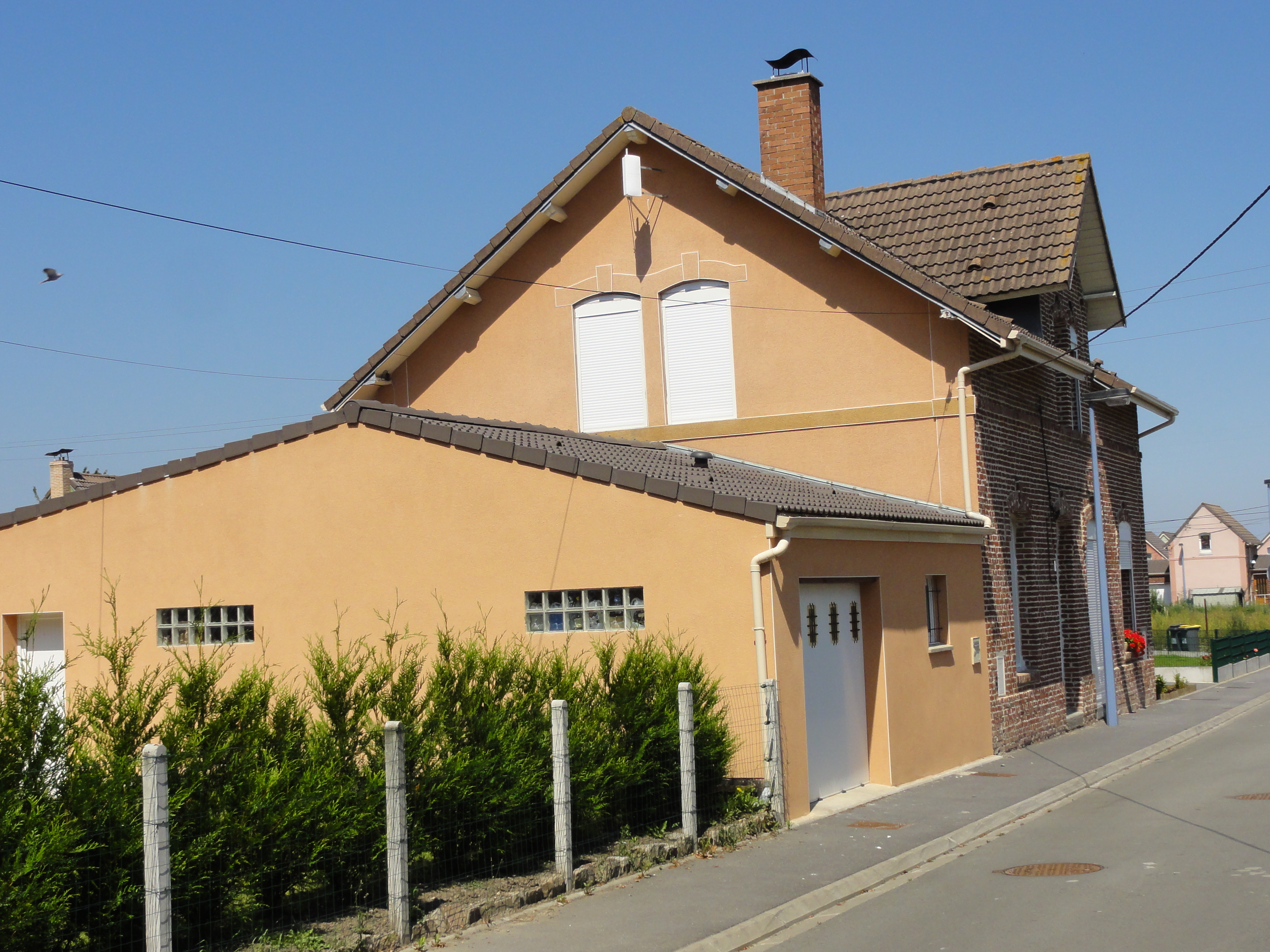
Des habitations groupées par deux.
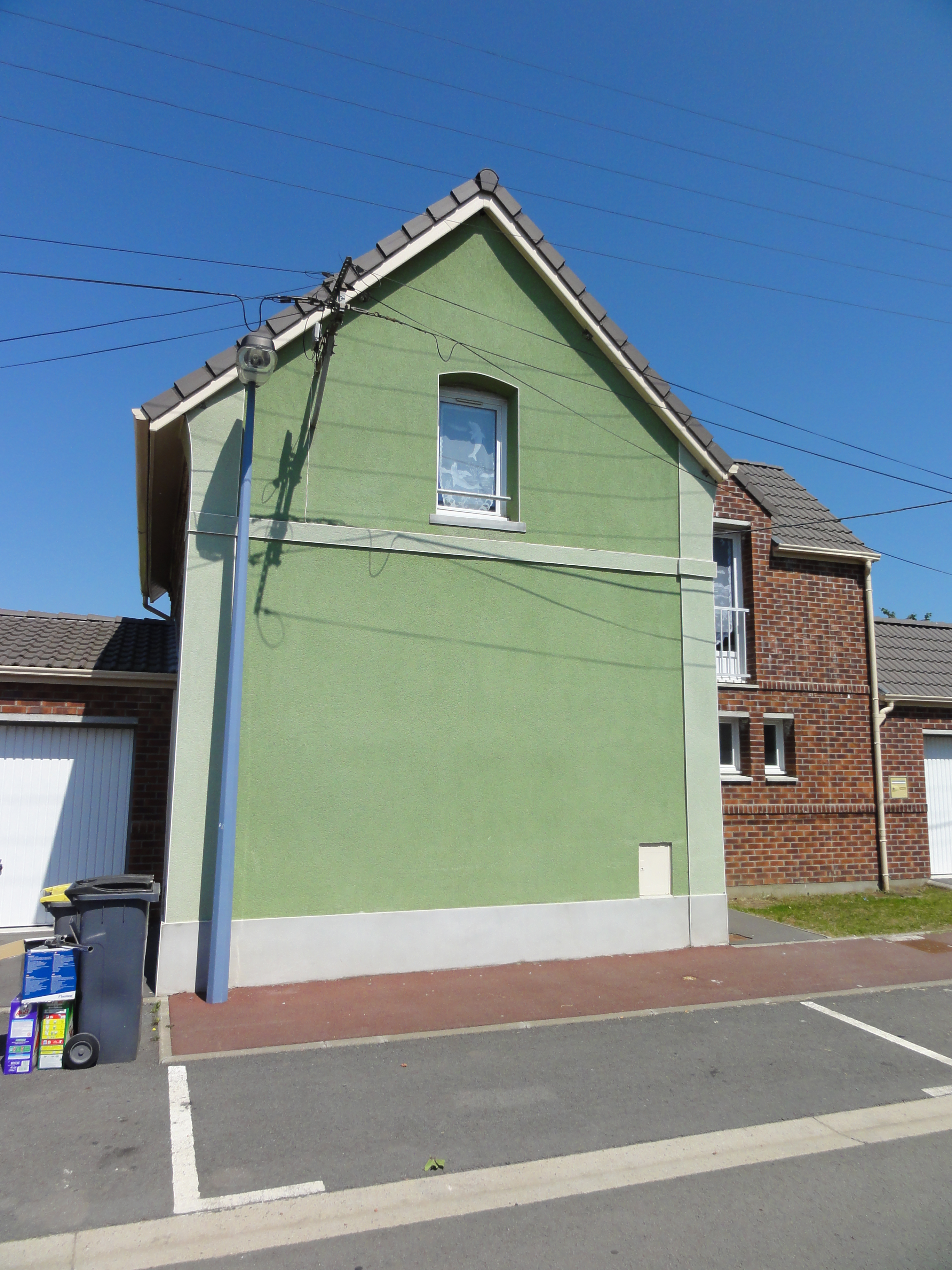
Une habitation rénovée.
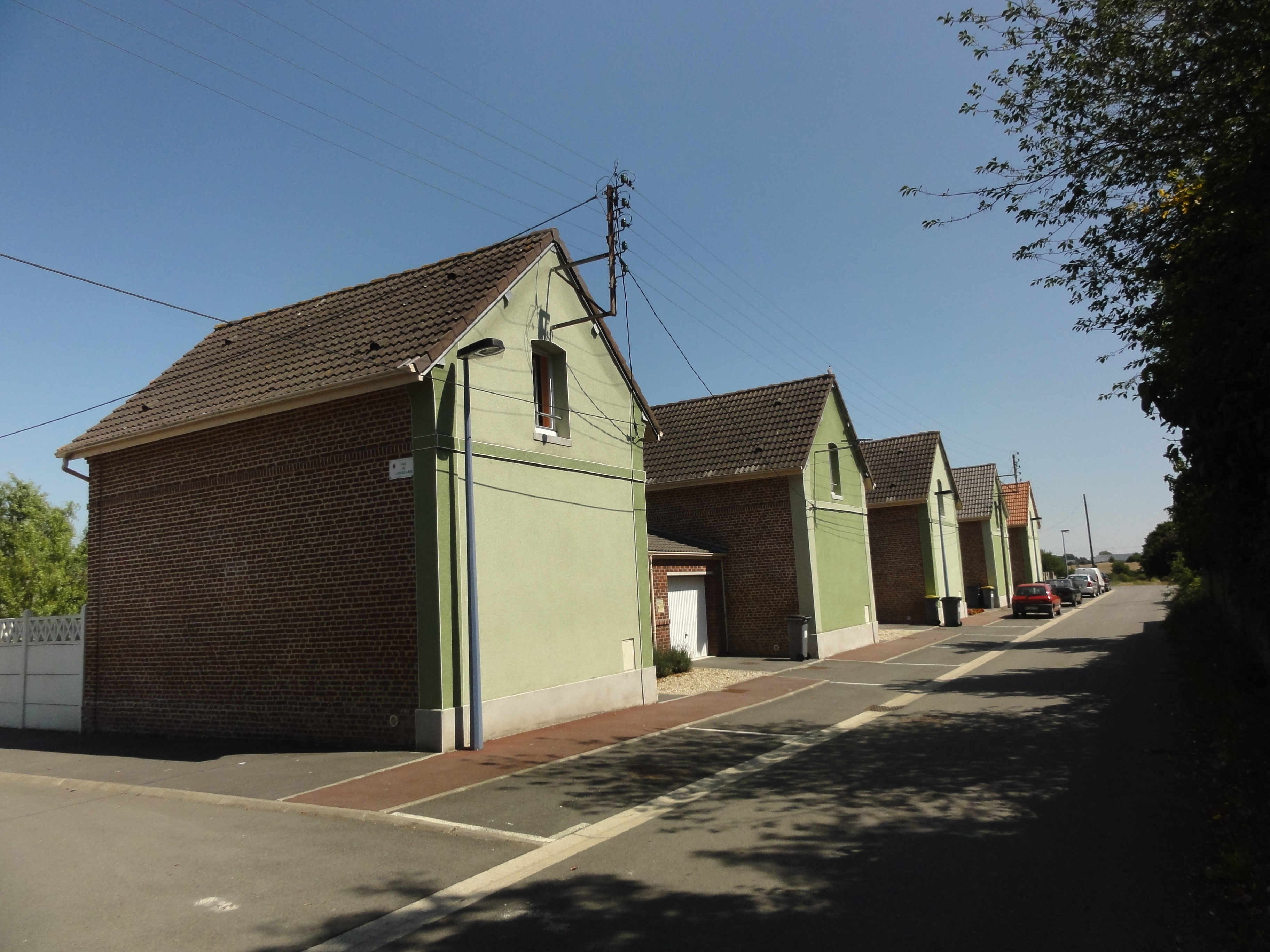
Des habitations rénovées.
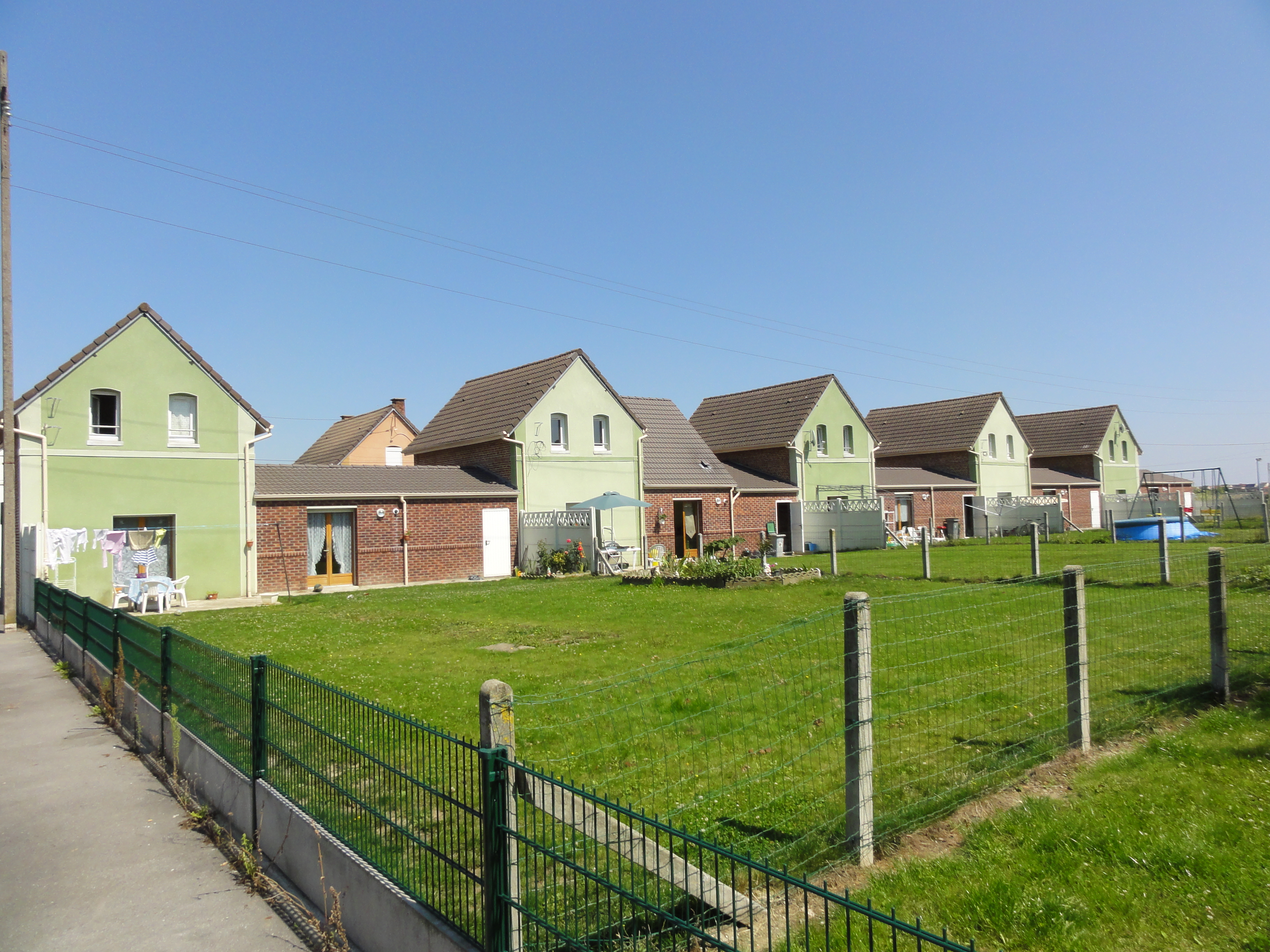
Des habitations rénovées.
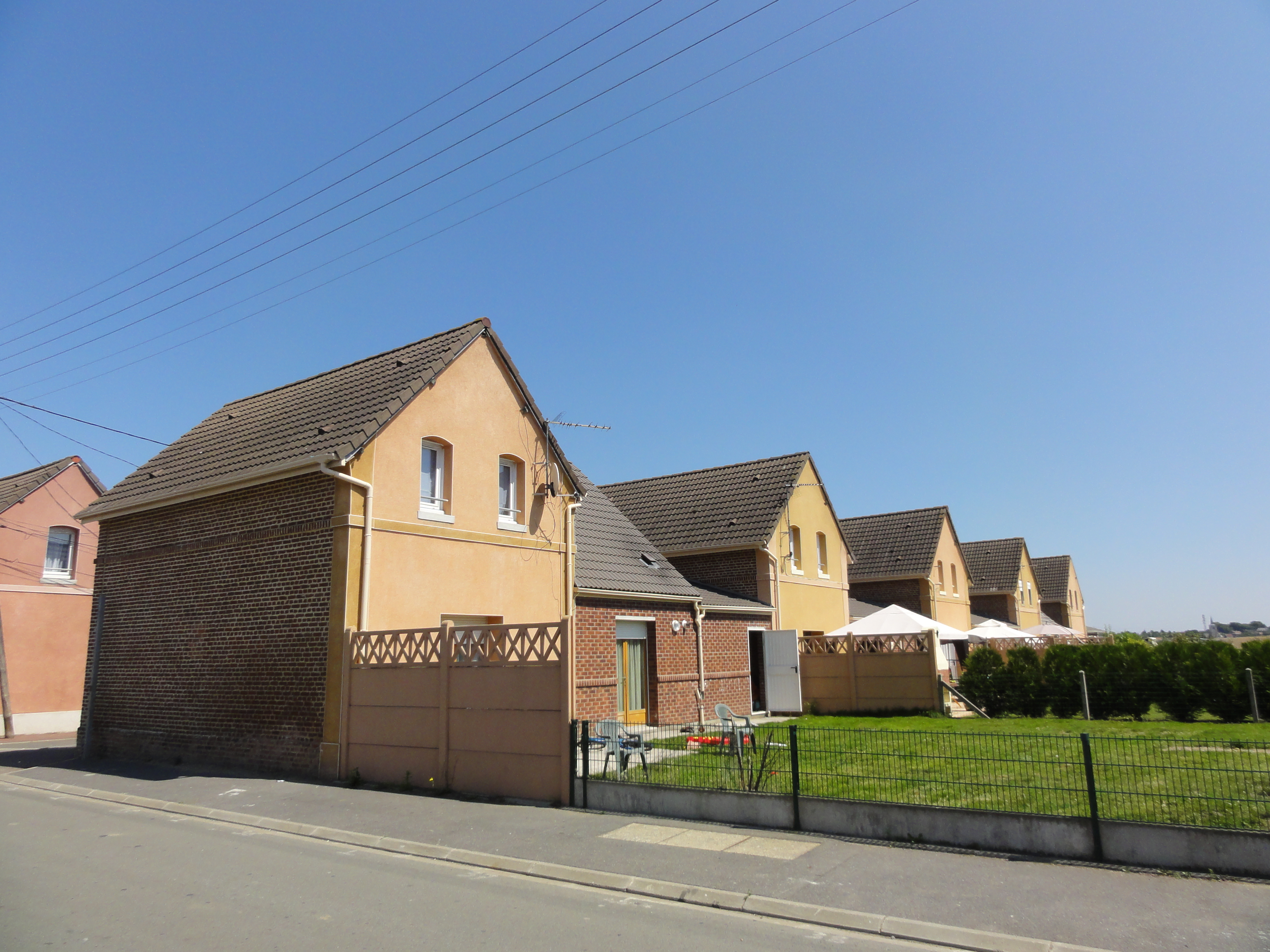
Des habitations rénovées.
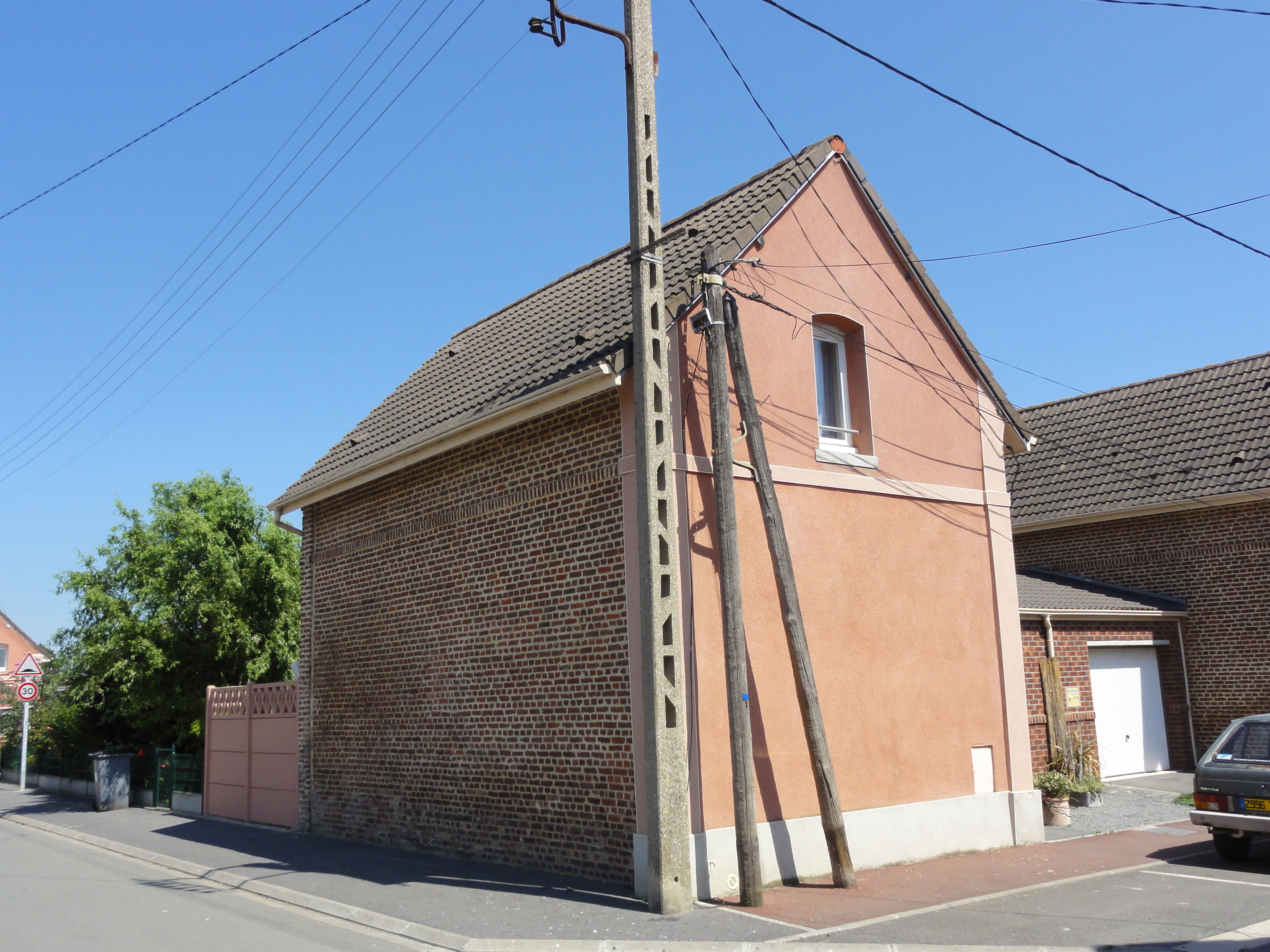
Une habitation rénovée.